# Ocuituco
Ocuituco es una población del estado de Morelos, en México, es cabecera del municipio del mismo nombre.

## Toponimia
Su nombre es de origen náhuatl “Okuiltoco" proveniente de OKuilto, que significa Gorgojo y "Ko" que significa lugar lo que nos da, lugar de gorgojos o más bien, "donde hay gorgojos"
Okuiltoco= Lugar donde los conejos viven en los ocotes.

## Historia
Antecedentes Prehispánicos
En la época prehispánica, el pueblo de Ocuituco fue de los ocupados por los Olmecas-Xicalancas, y al realizarse la conquista, Hernán Cortés recibió la sumisión de Cacique de Ocuituco. 
En Ocuituco fue creado el primer convento de los agustinos en la Nueva España. El primer curato y convento que se fundó para la conversión de los indígenas, misionando de paso en el de Mizquic y Totolapan que después fueron casas de la orden. 
En Ocuituco hicieron un noviciado otros novelables e ilustres religiosos, muy pronto quedaron catequizados, bautizados y casados los nativos del lugar, desapareciendo por entero la idolatría y superstición de la comarca y floreciendo la cristiandad que tanto lo ha distinguido. Por esta razón podemos llamar a Ocuituco, como de los agustinos por ser la misión más antigua de la orden de los agustinos de América (1533), notablemente por la bella fuente de 8 lados, armado del centro del claustro y en donde se derraman aguas del nevado vecino Popocatepetl, las que llegan por oculta cañería hasta la boca de los seis leones sedentes que miran hacia el tazón central cuyo soporte cilíndrico remata en un haz de delfines, también aguadores; existen aún restos de pinturas al fresco asentando y frisos en el claustro bajo y cruz del siglo XVI. 
El nombre de Ocuituco se hizo célebre en lugares tan lejanos como las islas filipinas, donde los agustinos fundaron conventos en nombre de su casa general de Ocuituco. 
Antecedentes Coloniales
Durante la época colonial, éste fue de los pocos pueblos sustraídos del marquesado del Valle de Oaxaca, y fue dado en encomienda a Fray Juan de Zumárraga, en el año 1548, para sufragar los gastos del viaje de los monjes que venían a la nueva España, posteriormente le fue cambiada la encomienda por la de Jumiltepec.
Después del rompimiento del sitio de Cuautla, don José María Morelos y Pavón salió rumbo a éste pueblo para rehacer sus fuerzas, y de ahí salir rumbo a Chiautla donde derrotó al jefe español París. Saliendo después de éste punto para tomar la Ciudad de Orizaba.
El Ex-convento Dominico en Jumiltepec, Ex-convento Agustino en Ocuituco cuya edificación se inició el 8 de junio de 1534 día de Corpus Christi, templo dedicado al apóstol Santiago, Santo protector de España. Este monasterio se compone de las partes fundamentales en este género de conjuntos como son: atrio, templo, convento y huerta, además es considerado el más antiguo en toda América Latina. 
En la actualidad no existe en ellos la unidad de concepto arquitectónico debido a las transformaciones que ha sufrido desde los primeros años hasta la actualidad. 
Con respecto a la arquitectura civil se conservan dos fuentes de piedra labradas característica del siglo XVI, una de ellas situada en el centro del claustro; la otra mutilada, proveía de agua al centro de la población por lo que se localiza en la plaza principal. 
La fuente de la plaza consta de vaso y del vástago central, rematando este último en un racimo de delfines que expulsaban el agua por las fauces sobre un recipiente de planta circular provisto de varios orificios que, a su vez, vertían el líquido sobre otro vaso más el cual se ornamenta con relieves que representan querubines renacentistas, es muy posible que de ésta fuente sean las llamadas “ sirenas “ que están ubicadas en las escalinatas de acceso al atrio y en el patio del claustro. 
Las capillas de nuestra Señora de la Asunción y de San Nicolás, la parroquia de San Andrés, fundada también por los agustinos. Las iglesias de San Marcos Evangelista, San Miguel Arcángel, San Andrés, la Natividad de Nuestra Señora y la de San Francisco de Asís y el santuario de Nuestra Señora de la Candelaria.  
La comunidad de Jumiltepec se caracteriza por sus calles empedradas y su sacro monte, donde se encuentra la Iglesia de la Virgen de los Milagros, construida por los dominicos en el siglo XVI.  

### Personajes ilustres
El municipio de Ocuituco y en específico en el pueblo de Jumiltepec nació el General Agustín Cazares; quien fue nombrado general, por Emiliano Zapata Salazar, personaje central de la revolución agraria del sur en el año de 1909. Agustín Cazares participó activamente en los inicios de la revolución de 1910. Encabezando movimientos armados en el Rancho de Taica, en el Rancho Los Limones, Cuautlixco, Yautepec y en todo el municipio de Ocuituco.

## Educación
El municipio cuenta con la infraestructura adecuada para la impartición de educación en los niveles preescolar, primaria, secundaria y bachillerato técnico.

## Salud
Clínicas de la Secretaría de Salud: Los servicios de salud son proporcionados por 4 centros de atención ubicados en las siguientes comunidades: Huecahuaxco, Ocoxaltepec, Jumiltepec y Ocuituco. 
Clínicas Particulares: También se cuenta con atención de servicios particulares en el municipio, así como cinco clínicas en las comunidades de Huecahuaxco, Jumiltepec y Ocuituco.

## Vías de comunicación
El municipio de Ocuituco cuenta con una carretera asfaltada que comunica al Municipio de Yecapixtla y Tetela del Volcán. A un kilómetro al oriente y poniente de la cabecera municipal hay desviaciones que comunican al pueblo de Huejotengo y Jumiltepec, al mismo tiempo con Huecahuaxco y Ocoxaltepec, la desviación que comunica al pueblo de Huejotengo, se conoce como “El Ocote”.

## Turismo
Entre los atractivos naturales con que cuenta el municipio están los cerros de Jumiltepec, el Mirador y el Alcualón y la Huerta de Hallocontepec. Pero otros de los más visitados es el bosque de Apapazco, donde abunda la mayoría de la flora y la fauna donde se encuentra varias especies como, coyotes, águilas, correcaminos, conejos. 
También contamos con la presa vista hermosa ubicada en la col. 5 de mayo carr. Ocuituco- Tecajec donde se aprecia la pesca de mojarra de temporada por parte de pobladores y turistas que la visitan.

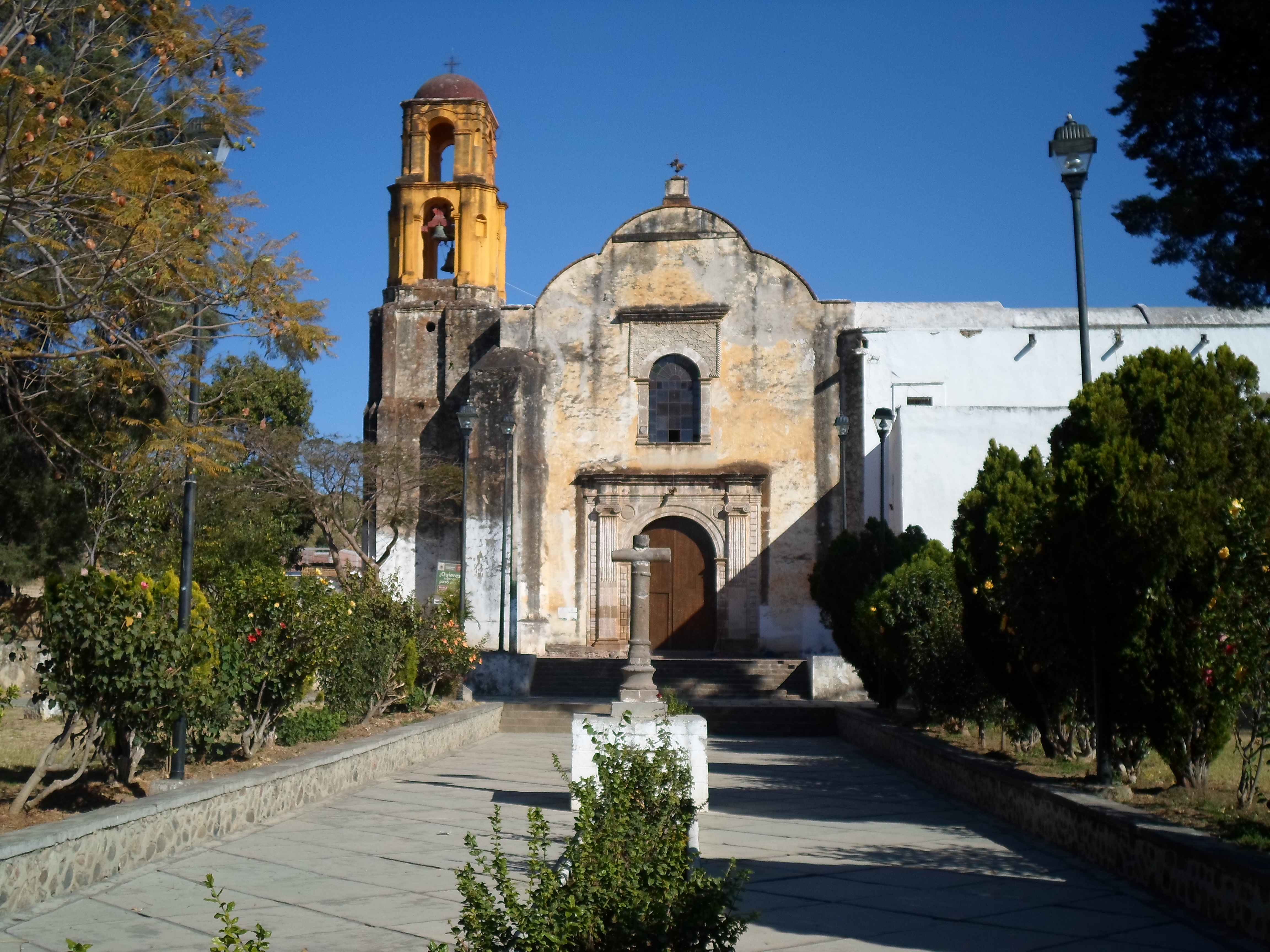
Ex convento de Santiago Apóstol

### Monumentos históricos
El convento agustino de Santiago Apóstol, que fue el primer convento de esa orden religiosa en la Nueva España; las capillas, de Nuestra Señora de la Asunción y de San Nicolás; la parroquia de San Andrés, fundada también por los agustinos, en el año de 1571 y para 1659 se le consideró como convento; las iglesias de San Marcos Evangelista, San Miguel Arcángel, San Andrés, La Natividad de Nuestra Señora y la de San Francisco de Asís; el santuario de Nuestra Señora de la Candelaria; y la hacienda de San Nicolás. 

### Museos
En la iglesia de Santiago Apóstol de la cabecera Municipal existe un museo formado de piezas prehispánicas y religiosas donadas por los habitantes de la misma, siendo creado por el párroco José Gordillo Álvarez en 1986. En este lugar podemos encontrar libros de bautizos que datan desde los años de 1869; matrimonios desde los años de 1609, así como de entierros desde 1800; piezas religiosas como ciriales, crucifijos de piedra y un rosario de aproximadamente 2 metros de largo por 50 centímetros de ancho tallado en madera; piezas labradas en piedra y barro en formas muy extrañas. Además, podemos admirar una pintura religiosa que explica detalladamente la crucifixión de Cristo.

### Paseos / Sitios que visitar
- Ruta de los Cuexcomates en la localidad de Metepec, los cuales datan de más de un siglo y aún se siguen utilizando para la conservación natural de los granos y semillas. Con capacitad de más de varias cargas. De maíz ya que son de diferentes tamaños.
- Ruta de Pan en la Localidad de Jumiltepec, en donde se elabora de manera artesanal ya que es cocido en hornos de barro y tiene un sabor peculiar.
- Ejido De Apapaxco, en Huecahuaxco en donde se pueden apreciar manantiales de aguas de los deshielos del volcán, con un clima frio-humedo en donde la vegetación es verde todo el año y se puede practicar ciclismo de montaña, cabalgata o simplemente caminar.
- Fuente de los leones ubica en el centro del claustro del ex convento en Ocuituco, única en el mundo que data de más de cinco siglos.
- Presa Vista Hermosa en la Col. 5  de Mayo. Dicha presa baja su nivel de agua en tiempo de secas ya que es utilizada para el riego de las huertas aledañas, pero cuando se encuentra con nivel alto es apta para practicar paseos en lancha incluso practicar pesca.
- Barranca del Amatzinac, El Amatzinac es un gran río que fluye desde las partes más altas del Popocatepetl con rumbo al suroeste y posteriormente al sur, hasta llegar al Río Nexapa en los límites con Puebla. Por el trayecto aparece esta enorme barranca, que en sus zonas más elevadas es de especial belleza, principalmente por lo cristalino de sus aguas, sus densos bosques de pinos, oyameles y encinos y la transparencia del aire. En el paraje denominado como El Salto hay una pequeña pero preciosa cascada. En el trayecto, hay corrales con venados cola blanca, criaderos de truchas, restaurantes, zonas de juegos infantiles, tiendas de artesanías y cabañas para pernoctar.

## Fiestas y tradiciones
Siguiendo el orden calendario, son las siguientes: 
- El 1 de enero celebran con Padre Jesús el año nuevo en la Col. 5 de Mayo con una duración de 3 días.

- El 1 de enero celebran un año más en Ocoxaltepec, con una duración de 3 días.

- El 10 de enero celebran San Nicolás en el barrio de San Nicolás de esta cabecera municipal, con una duración de 3 días.

- El 12 de enero celebran un mes después a la Virgen de Guadalupe, en Huejotengo, con una duración de 3 días.

- El 2 de febrero en Jumiltepec, se festeja a la Candelaria, con una duración de 3 días.

- El 7 de febrero celebran la Virgen Purísima Natividad de María en Metepec con una duración de 3 días.

- El 25 de abril celebran a San Marcos en Huecahuaxco más grande de la región y en Huejotengo con una duración de 3 días.

- El 3 de mayo festejan la Santísima Cruz, en la Col. 5 de mayo.

- El 8 de mayo, fiesta de San Miguel Huepalcalco con una duración de 3 días.

- El 13 de mayo, fiesta en honor a la virgen de Fatima, Barrio Tecamachalco, con duración de 3 días.

- El 15 de mayo celebran la Virgen María en el barrio de la asunción, con una duración de 2 días su comida es mole rojo con arroz y frijoles.

- El 25 de julio de cada año se celebra la feria de Ocutiuco en veneración a Santiago Apóstol, a esta festividad concurren peregrinaciones de diversas localidades y poblaciones, esta tiene una duración de 8 días.

- El 15 de agosto, fiesta en honor a la Virgen de la Asunción con danzas de vaqueroz, música, bailes y juegos pirotécnicos. esta en el barrio de la asunción con una duración de 7 días. En esta destaca la participación de la danza de "Los Vaqueros" los días 13, 14, 15, y en el cabildo.

- El 8 de septiembre celebran la Virgen de la Concepción en Jumiltepec, con una duración de 2 días.

- El 8 de septiembre celebran a la Divina Infantita en la col. 5 de Mayo, con una duración de 2 días.

- El 29 de septiembre celebran el día de San Miguel Arcángel en Huepalcalco, con una duración de 2 días.

- El 4 de octubre feria de San Francisco en Ocoxaltepec, con una duración de 3 días.

- El 13 de octubre feria de Jesus cristo en Huecahuaxco, con una duración de 2 días.

- El 30 de noviembre celebran a San Andrés en Jumiltepec.

### Gastronomía
Alimentos:
- Cecina de res con crema y queso
- Cecina de puerco enchilada, mole verde de pepita (pipián)
- Mole rojo de guajolote
- Salsa de ajonjolí y cacahuate (encacahuatado)
- Salsa de Guaje con Carne de Puerco (Guasmole)
- Mixiotes envuetlo en totomoxtle
- Picaditas
- Tlacoyos
- Tamales de elote (en temporada)
- Chapulines
- Salsa de Jumiles

Dulces:
- Una gran variedad de dulces cristalizados
- Pinole
- Tlaxcales

## Principales localidades y población 2010(SEDESOL CONEVAL)
- Ocuituco (cabecera municipal)4,846 Habitantes en la Cabecera y 16,858 en Total.

- Jumiltepec 3,859 Habitantes

- Huecahuaxco 1,785 Habitantes

- Huepalcalco 1,094 Habitantes

- Huejotengo 979 habitantes

- Metepec 2,581	Habitantes.

- Ocoxaltepec 1,338 Habitantes

- Col. 5 de Mayo (su población fue contada junto con la de la Cabecera Municipal)

- asimismo existen localidades con menos de 300 habitantes como son: Huauscuautla, La Cebada, La Finca, La Higuera, La Ixtla, La Ponderosa, La Rosita (Rancho el Paraíso), Mahoma, Nopaltitla, Puxtla, Rancho de Valente Montenegro, Rancho los Espino, Santa Elena de la Cruz, Santa Mónica, 	Temaxquiticla y Tlacuatzingo.

## Hermanamientos
- Mission, Texas(2012)[4][5]